# 平社站
平社站是一个北同蒲线上的铁路车站，位于山西省忻州市忻府区庄磨镇平社村，建于1935年，目前为四等站，邮政编码为034021。目前客运：办理旅客乘降；不办理行李、包裹托运；货运：办理整车货物发到；危险货物仅办理农药、化肥发到。